# Епишин, Сергей Дмитриевич
Серге́й Дми́триевич Епи́шин (род. 22 января 1958) — советский легкоатлет и тренер по лёгкой атлетике. Специалист по бегу на средние дистанции и стипль-чезу, выступал на международном уровне в конце 1970-х — середине 1980-х годов, победитель Спартакиады народов СССР, чемпион СССР в беге на 3000 метров с препятствиями, участник чемпионата Европы в Афинах и Кубка мира в Риме. Представлял Московскую область и Вооружённые силы. Тренер-преподаватель ШВСМ Московской области по лёгкой атлетике. Заслуженный тренер России (2014).

## Биография
Сергей Епишин родился 22 января 1958 года. Занимался лёгкой атлетикой в Московской области под руководством заслуженного тренера РСФСР Вячеслава Макаровича Евстратова, выступал за Советскую Армию. Окончил Смоленский государственный институт физической культуры (1979).
Впервые заявил о себе на международном уровне в сезоне 1977 года, когда вошёл в состав советской сборной и выступил на юниорском европейском первенстве в Донецке, где в беге на 3000 метров стал восьмым.
В 1979 году одержал победу в беге на 2000 метров с препятствиями на зимнем чемпионате СССР в Минске.
В 1981 году в беге на 3000 метров с препятствиями стал четвёртым на Кубке Европы в Загребе и шестым на Кубке мира в Риме.
В 1982 году принимал участие в чемпионате Европы в Афинах — на предварительном квалификационном этапе стипльчеза показал результат 8:39.38, чего оказалось недостаточно для выхода в финальную стадию.
В 1983 году выиграл стипльчез на зимнем чемпионате СССР в Москве и на летнем чемпионате СССР, прошедшем в рамках VIII Спартакиады народов СССР в Москве.
В 1984 году в беге на 3000 метров с препятствиями завоевал серебряные награды на Мемориале братьев Знаменских в Сочи и на чемпионате СССР в Донецке.
В 1985 году победил на зимнем чемпионате СССР в Кишинёве, получил серебро на летнем чемпионате СССР в Ленинграде.
После завершения спортивной карьеры занялся тренерской деятельностью, тренер-преподаватель Школы высшего спортивного мастерства Московской области по лёгкой атлетике. Подготовил ряд титулованных спортсменов, специализирующихся в стипльчезе и беге на средние дистанции. Среди наиболее известных его воспитанников:
- Елена Коробкина — чемпионка Европы в помещении, многократная чемпионка России;
- Елена Аржакова — чемпионка Европы в помещении, участница Олимпийских игр;
- Наталья Цыганова — призёрка чемпионатов мира и Европы в помещении;
- Елена Котульская (Кофанова) — серебряная призёрка чемпионата Европы в помещении;;
- Наталья Горелова — бронзовая призёрка чемпионатов мира, участница Олимпийских игр;
- Любовь Харламова — бронзовая призёрка чемпионата Европы в помещении, чемпионка России в помещении;
- Елена Орлова (Сидорченкова) — победительница Кубка Европы, участница Олимпийских игр;
- Наталья Попкова — чемпионка Европы среди юниоров и среди молодёжи, многократная чемпионка России;
- Ирина Вашенцева — бронзовая призёрка Универсиады, победительница Кубка Европы в помещении;
- Ксения Агафонова — чемпионка России по горному бегу, участница Универсиады;
- Екатерина Досейкина — бронзовая призёрка чемпионата России, участница чемпионата мира;
- Светлана Рогозина — бронзовая призёрка эстафетного чемпионата мира;
- Кристина Угарова (Халеева) — бронзовая призёрка Универсиады;
- Анна Щагина — чемпионка России в помещении;
- Ильдар Миншин — бронзовый призёр Универсиады, многократный чемпион России;
- Ильгизар Сафиуллин — чемпион Универсиады, участник чемпионата мира;
- Николай Чавкин — победитель командных чемпионатов Европы, участник Олимпийских игр[2].

За выдающиеся достижения на тренерском поприще удостоен почётного звания «Заслуженный тренер России» (2014).
Жена Екатерина Подкопаева — титулованная бегунья на средние дистанции и тренер. Сын Андрей Епишин — известный бегун-спринтер, участник Олимпийских игр.